# Centre hospitalier de l’Université de Montréal

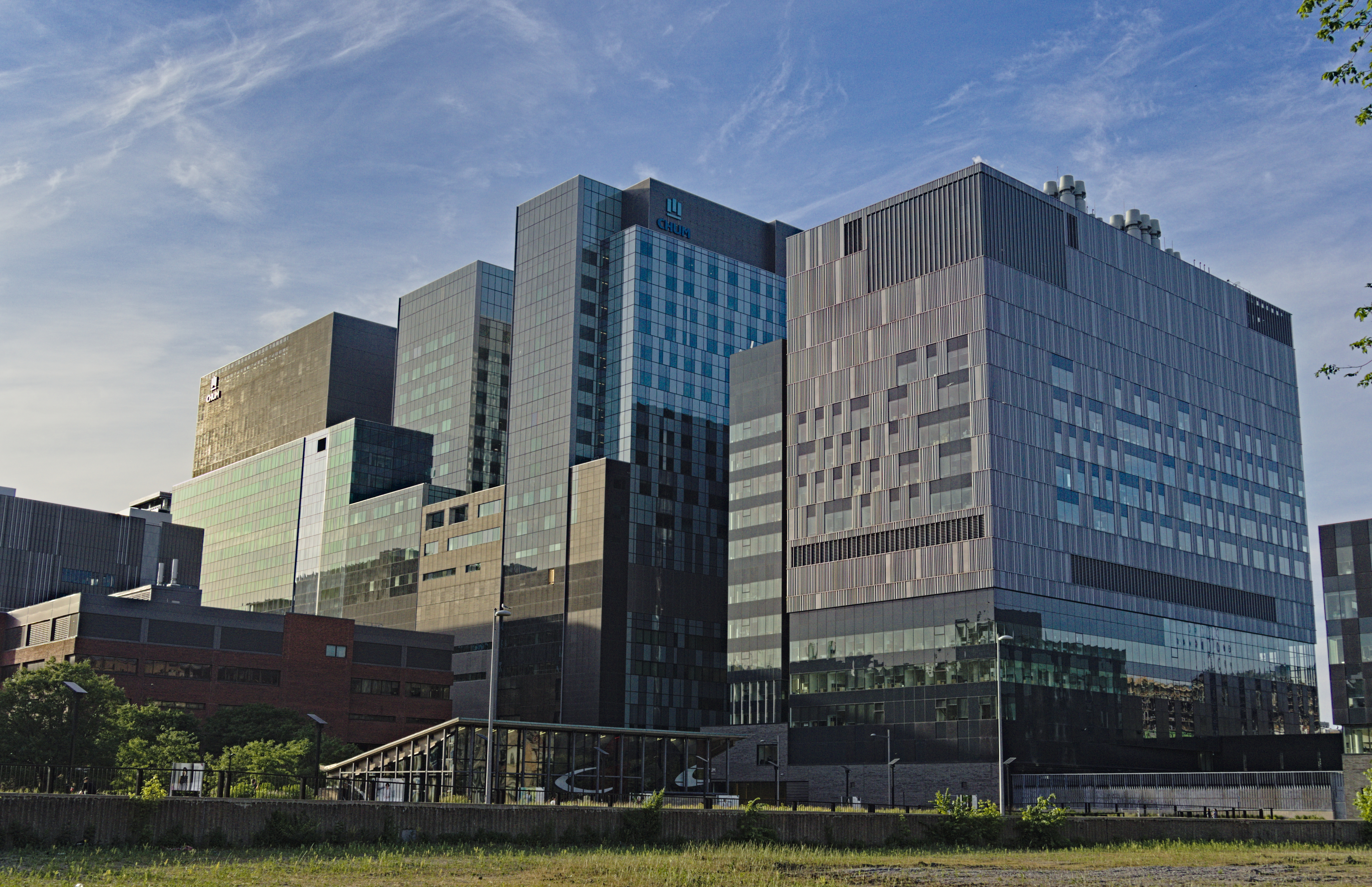
Das Universitätsklinikum Montreal von der Vige Avenue aus (2021)

Das Centre hospitalier de l’Université de Montréal (CHUM) ist ein Netzwerk von allgemeinen Krankenhäusern und Lehrkrankenhäusern in der kanadischen Stadt Montreal, die mit der dortigen Université de Montréal verbunden sind.
Zum 1996 gegründeten Netzwerk gehören drei Krankenhäuser:
- Hôpital Notre-Dame de Montréal
- Hôpital Saint-Luc
- Hôtel-Dieu de Montréal

Diese Krankenhäuser dienten früher überwiegend der französischsprachigen Mehrheit und standen unter der Kontrolle der römisch-katholischen Kirche. Das 1645 gegründete Hôtel-Dieu de Montréal ist das älteste Krankenhaus Kanadas. Die im CHUM zusammengeschlossenen Krankenhäuser zählen zusammen rund 10.000 Angestellte. Ebenfalls zum Netzwerk gehört ein medizinisches Forschungszentrum.
Ein weiteres Netzwerk ist das McGill University Health Centre.